# Puerto Itziapo
Puerto Itziapo är en ort i Mexiko.   Den ligger i kommunen Jungapeo och delstaten Michoacán de Ocampo, i den södra delen av landet, 150 km väster om huvudstaden Mexico City. Puerto Itziapo ligger 1 580 meter över havet och antalet invånare är 175.
Terrängen runt Puerto Itziapo är huvudsakligen kuperad, men västerut är den bergig. Runt Puerto Itziapo är det ganska tätbefolkat, med 139 invånare per kvadratkilometer. Närmaste större samhälle är Heróica Zitácuaro, 16,9 km öster om Puerto Itziapo. I omgivningarna runt Puerto Itziapo växer huvudsakligen savannskog.